# Distrito de Svidník
El distrito de Svidník (en eslovaco Okres Svidník) es una unidad administrativa (okres) de Eslovaquia Nororiental, situado en la región de Prešov, con 33 506 habitantes (en 2001) y una superficie de 550 km². Su capital es la ciudad de Svidník. El distrito de Svidník tiene una superficie de 549,84 km².

## Demografía
| Año        | 1994   | 2004    | 2014    | 2024    |
| ---------- | ------ | ------- | ------- | ------- |
| Población  | 32 982 | 33 399  | 32 997  | 31 041  |
| Diferencia |        | +1,26 % | −1,20 % | −5,92 % |

| Año        | 2023   | 2024    |
| ---------- | ------ | ------- |
| Población  | 31 183 | 31 041  |
| Diferencia |        | −0,45 % |

## Ciudades (población año 2017)
- Giraltovce 4153
- Svidník (capital) 11 096

## Municipios
- Belejovce 17
- Beňadikovce 209
- Bodružal 63
- Cernina 596
- Cigla 76
- Dlhoňa 86
- Dobroslava 26
- Dubová 215
- Dukovce 267
- Fijaš 150
- Havranec 15
- Hrabovčík 344
- Hunkovce 346
- Jurkova Voľa 82
- Kalnište 535
- Kapišová 431
- Kečkovce 249
- Kobylnice 92
- Korejovce 83
- Kračúnovce 1232
- Krajná Bystrá 438
- Krajná Poľana 210
- Krajná Porúbka 45
- Krajné Čierno 76
- Kružlová 684
- Kuková 737
- Kurimka 392
- Ladomirová 1055
- Lúčka 524
- Lužany pri Topli 261
- Matovce 124
- Medvedie 47
- Mestisko 454
- Mičakovce 133
- Miroľa 58
- Mlynárovce 215
- Nižná Jedľová 94
- Nižná Pisaná 86
- Nižný Komárnik 184
- Nižný Mirošov 269
- Nižný Orlík 315
- Nová Polianka 72
- Okrúhle 624
- Príkra 7
- Pstriná 61
- Radoma 421
- Rakovčík 170
- Rovné 479
- Roztoky 418
- Šarbov 12
- Šarišský Štiavnik 292
- Šemetkovce 84
- Soboš 140
- Štefurov 114
- Stročín 566
- Svidnička 136
- Vagrinec 125
- Valkovce 217
- Vápeník 39
- Vyšná Jedľová 185
- Vyšná Pisaná 71
- Vyšný Komárnik 67
- Vyšný Mirošov 583
- Vyšný Orlík 361
- Železník 461
- Želmanovce 331